# Cessna Model A
«Сессна Модель А» (англ. Cessna Model A) — американский однодвигательный лёгкий самолёт разработки фирмы Сессна.

## История самолёта
Самолёт был создан в 20-х годах XX века основателем фирмы Cessna Aircraft Company Клайдом Верноном Cессна. Это был первый самолёт с высоко расположенным крылом в линейке монопланов Сессны. Самолёт имел один двигатель и вмещал 3 пассажиров. Конструктивные элементы фюзеляжа и крыла самолета выполнены из различной древесины и стальных труб с полотняной обшивкой.
Самолёт был построен в ряде вариантов, оснащённых различными двигателями.

## Модификации

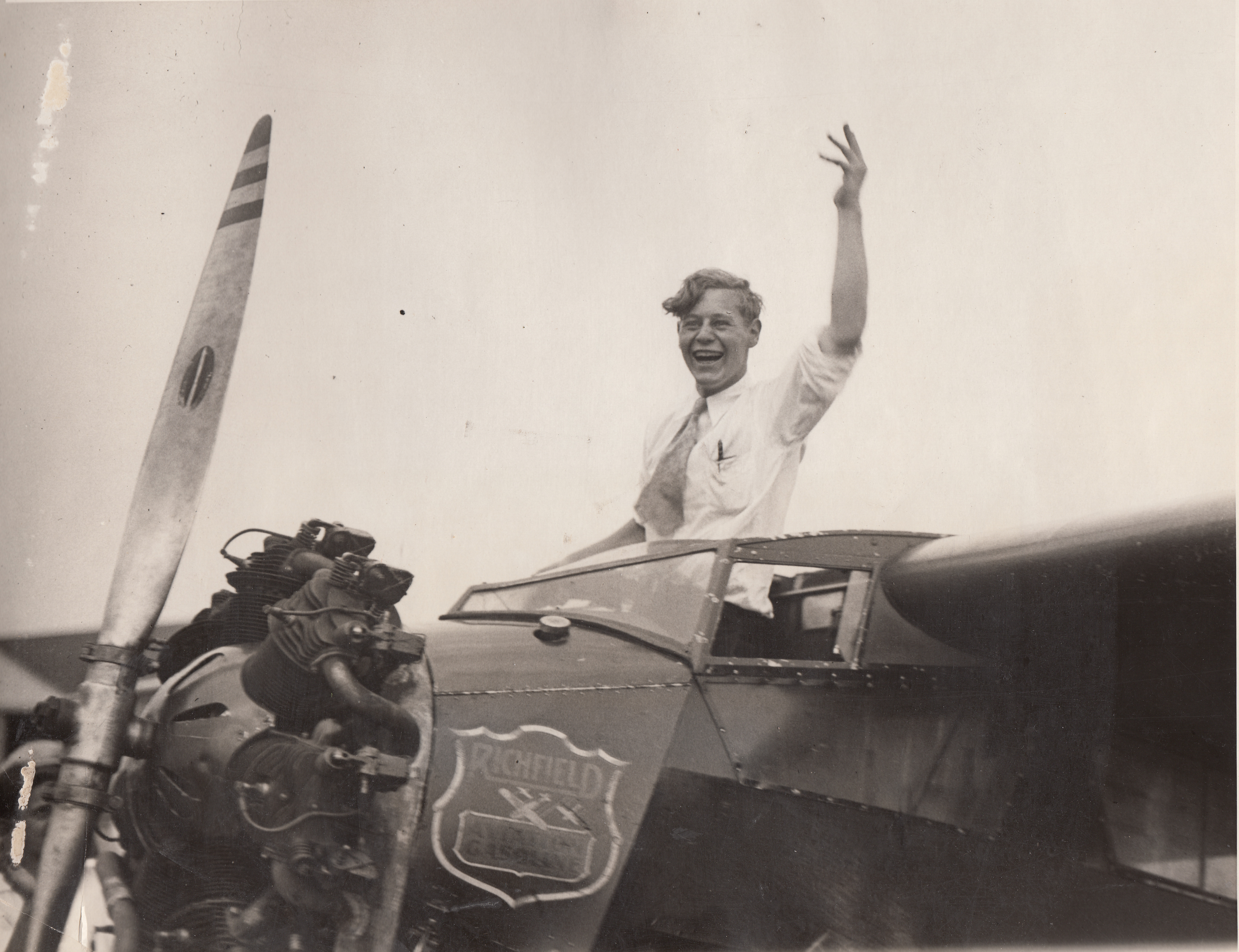
Эдди Август Шнайдер на Сессне. 24 августа 1930 г.

Model AA
Двигатель «Anzani 10» мощностью 120 л.с. (89 кВт), 14 единиц.
Model AC
Двигатель «Comet» мощностью 130 л. с. (97 кВт), 1 единица.
Model AF
Двигатель «Floco/Axelson» мощностью 150 л. с. (112 кВт), 3 единицы.
Model AS
Двигатель «Siemens-Halske» мощностью 125 л. с. (93 кВт), 4 единицы.
Model AW
Двигатель «Warner Scarab» мощностью 125 л. с. (93 кВт), 48 единиц. Один из самолётов был куплен Эдди Августом Шнайдером, на котором было установлено три трансконтинентальных рекорда скорости для пилотов в возрасте до двадцати одного года в 1930 году
Model BW
Трёхместная версия с двигателем «Wright J-5» мощностью 220 л. с. (164 кВт), выпущено 13 единиц.